# Rosytext
A Rosytext (mozaikszó: Rolitron System Text), vagy közkeletű becenevén Rozi egy komplex, Rózsahegyi László által tervezett bőröndméretű szövegszerkesztő- és nyomtatógépcsalád, melyet egy magyar cég, a Rolitron Informatika Rt. Brother licenc alapján gyártott az 1980-as években. Az eszközt a Szovjetunióba is exportálták. Az egyik fejlettebb modell, a Rosytext Plus már beépített merevlemezzel is rendelkezett. 1990-ben pénzügyi okok, és a személyi számítógép térnyerése miatt felszámolták a vállalkozást, a cég 1994-ben gyártotta le az utolsó gépet.

## Modellek
- Rosytext 80 (1983)
- Rosytext 80 MF (1986)
- Rosytext Mini (1987)
- Rosytext Plus (1988)

## Részei
- Monitor
- Nyomtató
- Felhajtható billentyűzet
- 3,5" hajlékonylemez meghajtó